# Louis F. Neuweiler
Louis F. Neuweiler (* 1848 in Württemberg; † 1929) war ein deutscher Brauer und Gründer der Louis F. Neuweiler’s Sons.

## Leben
Neuweiler wurde als Sohn einer Familie von Bierbrauern geboren. Er emigrierte in die USA und nahm eine Tätigkeit als Brauer in Philadelphia auf. Innerhalb weniger Jahre erlangte er den Titel eines Braumeisters. Im Jahr 1891 lernte er den Geschäftsmann und Hotelier Benedict Nuding kennen, der 1878 die Germania Brewery in Allentown gegründet hatte.
Neuweiler wurde Nudings Geschäftspartner. Gemeinsam führten sie die Brauerei mit Erfolg – bis 1900 erreichte man bereits einen Jahresausstoß von 20.000 Barrel. Als Nuding im selben Jahr in den Ruhestand ging, übernahm Neuweiler dessen Anteile und bezog in den Folgejahren seine Söhne in den Betrieb des Unternehmens ein. 1925 wurde der bis zur Schließung der Brauerei gültige Name Louis F. Neuweiler’s Sons für die Brauerei gewählt.
Die Brauerei war weiterhin erfolgreich. 1913 ließ Neuweiler einen neuen, größeren Brauereikomplex errichten. Die neue Brauerei beschäftigte vierzig Angestellte und erreichte eine jährliche Produktionsmenge von 50.000 Barrel. Ein unter dem Grundstück gelegener unterirdischer See wurde erschlossen und ein eigenes Kraftwerk errichtet – die Brauerei war somit von der Strom- und Wasserversorgung durch die Stadt unabhängig.
Während der Zeit der Prohibition produzierte die Neuweiler-Brauerei alkoholreduziertes Leichtbier und Limonade. Auf dem Höhepunkt ihres Erfolgs produzierte die Neuweiler-Brauerei circa 400.000 Barrel pro Jahr und hatte 15 Biermarken in ihrem Sortiment. Am 31. Mai 1968 wurde sie geschlossen.
Neuweiler starb 1929, seine Söhne übernahmen die Leitung des Unternehmens. Er liegt auf dem Fairview Cemetery in Allentown begraben.

## Familie
Neuweiler lernte seine Frau Sophie in Philadelphia kennen. Gemeinsam hatten sie 16 Kinder. Folgende Namen sind bekannt:
- Charles
- Louis Jr.
- Marco
- Telophlius Junior Bestelmaier
- Jughead
- Cindarella